# Tianxin (köpinghuvudort i Kina, Jiangxi Sheng, lat 25,40, long 115,50)
Tianxin är en köpinghuvudort i Kina. Den ligger i provinsen Jiangxi, i den sydöstra delen av landet, omkring 370 kilometer söder om provinshuvudstaden Nanchang. Antalet invånare är 31 851. Befolkningen består av 15 603 kvinnor och 16 248 män. Barn under 15 år utgör 29,0 %, vuxna 15-64 år 62 %, och äldre över 65 år 7,0 %.
Runt Tianxin är det ganska tätbefolkat, med 155 invånare per kvadratkilometer. Tianxin är det största samhället i trakten. I omgivningarna runt Tianxin växer huvudsakligen savannskog.
Genomsnittlig årsnederbörd är 1 936 millimeter. Den regnigaste månaden är maj, med i genomsnitt 372 mm nederbörd, och den torraste är oktober, med 18 mm nederbörd.